# Psychoda wilsoni
Psychoda wilsoni és una espècie d'insecte dípter pertanyent a la família dels psicòdids.

## Etimologia
El seu nom científic fa referència al Dr. Nixon Wilson del Museu Bishop (illes Hawaii).

## Descripció
- La femella fa 0,78-0,88 mm de llargària a les antenes (0,78-0,93 en el cas del mascle), mentre que les ales li mesuren 1,37-1,70 de longitud (1,20-1,37 en el mascle) i 0,57-0,67 d'amplada (0,50-0,57 en el mascle).
- Les antenes presenten 16 segments.[2]

## Distribució geogràfica
Es troba a Papua Nova Guinea.